# Sumio Endo
Sumio Endo (Japans: 遠藤 純男, Endō Sumio) (Koriyama, 3 oktober 1950) is een Japans judoka.

## Sportcarrière
Endo won brons op de Olympische Zomerspelen van 1976 in de categorie boven de 93 kilogram. Hij won twee keer goud op het wereldkampioenschap judo, namelijk in 1975 (+93kg) en 1979 (open).
Op het Aziatische kampioenschap judo van 1974 won hij een gouden en een zilveren medaille, respectievelijk in de categorie boven 93 kilogram en in de open categorie. In 1976 won hij verder het Japans kampioenschap judo.

## Persoonlijk
Endo studeerde aan de Nihon Universiteit. Na zijn afstuderen ging hij werken voor de politie van Tokio. Sinds 2010 coacht hij judo aan de North Asia University te Akita.